# Nagroda Jupitera
Nagroda Jupitera (ang. Jupiter Award) nagroda z dziedziny fantastyki naukowej, przyznawana corocznie w latach 1974–1978 przez Instructors of Science Fiction in Higher Education.
Nagrodę przyznawano w kategoriach:
- najlepsza powieść
- najlepsze opowiadanie
- najlepsza nowela
- najlepsza krótka forma

## Zdobywcy nagrody
| Rok  | Powieść                                 | Opowiadanie                                            | Nowela                                  | Krótka forma                            |
| ---- | --------------------------------------- | ------------------------------------------------------ | --------------------------------------- | --------------------------------------- |
| 1978 | A Heritage of Stars Clifford D. Simak   | In the Hall of the Martian King John Varley            | Time Storm Gordon R. Dickson            | Jeffty ma pięć lat Harlan Ellison       |
| 1977 | Gdzie dawniej śpiewał ptak Kate Wilhelm | Houston, Houston, czy mnie słyszysz? James Tiptree Jr. | The Diary of the Rose Ursula K. Le Guin | I See You Damon Knight                  |
| 1975 | Wydziedziczeni Ursula K. Le Guin        | Jeździec na pochodni Norman Spinrad                    | The Seventeen Virgins Jack Vance        | Dzień przed rewolucją Ursula K. Le Guin |
| 1974 | Spotkanie z Ramą Arthur C. Clarke       | The Feast of St. Dionysus Robert Silverberg            | Ptak śmierci Harlan Ellison             | A Suppliant in Space Robert Sheckley    |